# Peperomia juniniana
Peperomia juniniana är en pepparväxtart som beskrevs av William Trelease. Peperomia juniniana ingår i släktet peperomior, och familjen pepparväxter. Inga underarter finns listade i Catalogue of Life.